# بيتر بارنز (كاتب)
بيتر بارنز (بالإنجليزية: Peter Barnes)‏ هو كاتب ومنتج أفلام وكاتب سيناريو ومؤلف ومخرج بريطاني، ولد في 10 يناير 1931 في لندن في المملكة المتحدة، وتوفي بنفس المكان في 1 يوليو 2004 بسبب سكتة.

## وصلات خارجية
- بيتر بارنز على موقع IMDb (الإنجليزية)
- بيتر بارنز على موقع ألو سيني (الفرنسية)
- بيتر بارنز على موقع أول موفي (الإنجليزية)
- بيتر بارنز على موقع قاعدة بيانات الأفلام السويدية (السويدية)
- بيتر بارنز على موقع قاعدة بيانات الفيلم (الإنجليزية)
- بيتر بارنز على موقع كينوبويسك (الروسية)